# Musikåret 1920

## Händelser
- Januari – De första inofficiella och ryckiga radiosändningarna i Storbritannien genomförs av Marconi Company från Chelmsford. Både tal och musik förekommer.[1]
- 23 februari–6 mars – Marconi Company sänder från Chelmsford en serie 30-minutersprogram i radio två gånger om dagen. Dessa innehåller livemusik.[1]
- 15 juni – Dame Nellie Melba blir första professionella artist att uppträda i brittisk radio.[1]
- 10 augusti – Sångerskan Mamie Smith sjunger in Crazy Blues för skivbolaget Okeh. Skivan blir en stor försäljningsframgång som inte bara banar vägen för en lång rad andra bluessångerskor utan även öppnar de amerikanska skivbolagens ögon för den kommersiella potentialen i skivor riktade särskilt till landets svarta befolkning, så kallade race records.[2]
- 22 december – Vid sändaren vid Königs Wusterhausen i Tyskland sänds för första gången en julkonsert med instrumentalmusik. Livekonserten kan också höras i Luxemburg, Nederländerna, England och de nordiska staterna.[3]

### Okänt datum
- Svenska baletten i Paris grundas av Rolf de Mare och beställer musik av svenska kompositörer som Kurt Atterberg och Viking Dahl, samt under följande åren av ett flertal andra till exempel Erik Satie
- Tyska skivmärket Vox grundas.[4]
- Tyska skivmärket Beka gör sin sista svenska skivinspelning.[5]
- Svensk-tyska skivmärket Ekophon grundas av Carl Lindström.[6]
- Brittiska skivmärket Imperial börjar tillverkas.[7]
- Deutsche Grammophon etablerar sig i Köpenhamn under namnet "Nordisk Polyphon".[8]
- Svenska skivmärket Rolf Winner Succès, ägt av Ernst Rolf, upphör under våren och ersätts av Rolf Succès.[9]
- Svenska skivmärket "Viking" upphör.[10]

## Årets singlar & hitlåtar
Vänligen sortera soloartister på efternamn, musikgrupper på förstabokstaven (utan engelskans "The" och "A")
- Jussi, Gösta & Olle Björling – Barndomshemmet (On the Banks of the Wabash, Far Away)[11]
- Lillie Ericson-Udde – Dock-Lisa ("Lillan skall sova och vara snäll") (ur Ernst Rolfs revy Kvinnan du gav mig)
- Al Jolson – Swanee (Columbia A 2997)
- Paul Whiteman & His Ambassador Orchestra – Whispering / Japanese Sandman (Victor 18690)

## Födda
- 3 februari – Gunnar Svensson, svensk kompositör, pianist och sångare.
- 23 februari – Henry Lindblom, svensk sångare, skådespelare och tv-man.
- 10 mars – Boris Vian, fransk ingenjör, författare och jazztrumpetare.
- 20 mars – Marian McPartland, amerikansk jazzmusiker (piano).
- 14 mars – Anders Börje, svensk sångare, kompositör och skådespelare.
- 27 mars – Carl-Henrik Norin, svensk kapellmästare, musikarrangör, kompositör och jazzmusiker (tenorsaxofon).
- 1 april – Susanna Östberg, svensk skådespelare och sångare.
- 7 april – Ravi Shankar, indisk sitarspelare.
- 16 april – Claude Loyola Allgén, svensk kompositör, medlem i måndagsgruppen.
- 18 april – Nils Hansén, svensk kompositör, musikarrangör och kapellmästare.
- 26 maj – Peggy Lee, amerikansk sångare.
- 21 juli – Isaac Stern, amerikansk violinist.
- 7 augusti – Harry Arnold, svensk kapellmästare och kompositör, arrangör av filmmusik.
- 26 augusti – Arne Andersson, svensk skådespelare och operasångare.
- 29 augusti – Charlie Parker, amerikansk jazzsaxofonist.
- 7 september – Hans Leygraf, svensk pianist, dirigent och tonsättare.
- 30 september – Torbjörn Iwan Lundquist, svensk tonsättare.
- 4 oktober – Charlie Norman, svensk musiker och artist.
- 14 oktober – Åke Arenhill, svensk konstnär, kåsör och textförfattare.
- 6 december – Dave Brubeck, amerikansk jazzpianist och kompositör.

## Avlidna
- 13 januari – Charlotte Lachs, 52, svensk-amerikansk sopran, konsertsångare.
- 14 maj – Karl Nissen, 41, norsk pianist.
- 20 oktober – Max Bruch, 82, tysk kompositör och dirigent.
- 6 december – Karel Kovařovic, 57, tjeckisk kompositör och dirigent.

### Fotnoter
1. 1 2 3  The Shell Book of Firsts, 1983. pp. 145-8
2. ↑  Roger Smith: "In 1920 Mamie Smith’s Crazy Blues paved the way for Black Music" i Syncopated Times 2020-02-19 (läst 2021-10-20)
3. ↑  „Der Sendestandort Königs Wusterhausen in seiner Blütezeit“ Arkiverad 5 mars 2010 hämtat från the Wayback Machine.
4. ↑  ”78:or & film”. http://78-varv.atspace.cc/vox.htm. Läst 3 juni 2011.
5. ↑  ”78:or & film”. http://78-varv.atspace.cc/beka.htm. Läst 3 juni 2011.
6. ↑  ”78:or & film”. http://78-varv.atspace.cc/ekophon.htm. Läst 3 juni 2011.
7. ↑  ”78:or & film”. http://78-varv.atspace.cc/imperial.htm. Läst 3 juni 2011.
8. ↑  ”78:or & film”. http://78-varv.atspace.cc/npa.htm. Läst 3 juni 2011.
9. ↑  ”78:or & film”. http://78-varv.atspace.cc/rolf.htm. Läst 3 juni 2011.
10. ↑  ”78:or & film”. http://78-varv.atspace.cc/viking.htm. Läst 3 juni 2011.
11. ↑  ”Svensk mediedatabas”. http://smdb.kb.se/catalog/id/000105546. Läst 22 mars 2011.